# 30 (альбом Лорана Гарнье)
30 — второй студийный альбом французского диджея и музыканта Лорана Гарнье, выпущенный в 1997 году.

## Об альбоме
Своё название альбом получил из-за возраста, в котором Гарнье записывал этот альбом, плюс, таким образом, музыкант отмечал десятилетие своей диджейской деятельности. В отличие от альбома Shot in the Dark второй альбом уходит в область экспериментов, хотя и про техно и хаус в их классической форме музыкант не забыл. На альбоме есть и один из главных хитов Гарнье — «Crispy Bacon», есть и трек, посвящённый известному эйсид-хаус музыканту Armando, умершему 17 декабря 1996 года от лейкемии. Сам Гарнье говорил, что к подавляющему большинству треков, попавших в альбом, нельзя применить определение «чисто танцевальное техно». Впрочем, некоторые критики слабым местом альбома называли отсутствие целостности и продуманности.

## Список композиций
1. Deep Sea Diving (2:10)
2. Sweel Mellow D (9:30)
3. Crispy Bacon (5:49)
4. For Max (5:53)
5. The Hoe (6:00)
6. Mid Summer Night (4:43)
7. Kall lt! (4:14)
8. La Minute Du Répondeur Le Plus Casse-Couilles (1:34)
9. Theme From Larry’s Dub (5:55)
10. Feel The Fire (7:14)
11. Flashback (8:37)
12. I Funk Up (5:00)
13. *?* (0:18)
14. Le Voyage De Simone (4:33)